# Scenopinus fryeri
Scenopinus fryeri är en tvåvingeart som beskrevs av Kelsey 1969. Scenopinus fryeri ingår i släktet Scenopinus och familjen fönsterflugor.
Artens utbredningsområde är Aldabra. Inga underarter finns listade i Catalogue of Life.